# Michaił Sołomiencew
Michaił Siergiejewicz Sołomiencew (ros. Михаил Сергеевич Соломенцев; ur. 25 października?/7 listopada 1913 we wsi Jeriłowka w guberni orłowskiej, zm. 15 lutego 2008 w Moskwie) – inżynier, radziecki polityk, premier Rosyjskiej FSRR (1971–1983), dwukrotny Bohater Pracy Socjalistycznej (1973 i 1983). W latach 1971–1983 premier Rosyjskiej FSRR.

## Życiorys
Od 1940 roku był członkiem WKP(b). Od 31 października 1961 do 25 kwietnia 1989 był członkiem Komitetu Centralnego Komunistycznej Partii Związku Radzieckiego, gdzie w latach 1966–1971 był sekretarzem KC KPZR. W latach 1962–1964 II sekretarz KC Komunistycznej Partii Kazachstanu, w latach 1964–1966 I sekretarz Komitetu Obwodowego KPZR w Rostowie. Od 1971 do 1983 był zastępcą członka Biura Politycznego KC KPZR. 27 grudnia 1983 został członkiem Biura Politycznego KC KPZR (do 30 września 1988). W latach 1983–1988 był również przewodniczącym Komisji Kontroli Partyjnej KC KPZR.
Był deputowanym do Rady Najwyższej ZSRR od V do XI kadencji.

## Odznaczenia
- Medal Sierp i Młot Bohatera Pracy Socjalistycznej (dwukrotnie - 5 listopada 1973 i 5 listopada 1983)
- Order Lenina (pięciokrotnie)
- Order Czerwonego Sztandaru Pracy (dwukrotnie)
- Order Czerwonej Gwiazdy